# Navier-Stokesove jednadžbe
Navier-Stokesove jednadžbe diferencijalne su jednadžbe dinamike fluida koje se koriste za izračun gibanja viskoznih fluida.
Ime su dobile po francuskom inženjeru i fizičaru Claude-Louisu Navieru i irskom fizičaru i matematičaru Georgeu Gabrielu Stokesu. Razvijane su tijekom nekoliko desetljeća, od 1822. (Navier) do 1842.-1850. (Stokes). Prve korake u tom smjeru napravio je još Leonhard Euler sa svojim Eulerovim jednadžbama iz 1757. godine.
Navier–Stokesove jednadžbe izražavaju zakon očuvanja količine gibanja za newtonovske tekućine i koriste zakon očuvanje mase. Korisne su jer opisuju fiziku mnogih fenomena od znanstvenog i inženjerskog interesa. Mogu se koristiti za modeliranje vremena, oceanskih struja, protoka vode u cijevi i strujanja zraka oko krila. Navier–Stokesove jednadžbe, u svojim potpunim i pojednostavljenim oblicima, pomažu pri projektiranju zrakoplova i automobila, proučavanju protoka krvi, projektiranju elektrana, analizi onečišćenja i mnogim drugim problemima. Zajedno s Maxwellovim jednadžbama mogu se koristiti za modeliranje i proučavanje magnetohidrodinamike.
Matematički su vrlo komplicirane. Čine sustav nelinearnih parcijalnih diferencijalnih jednadžbi koji u općem smislu, za proizvoljne početne i rubne uvjete nema analitičkog rješenja. Jednadžbe se mogu rješiti samo numeričkim metodama, ali i tamo stabilnost i konvergencija rješenja nije sigurna za proizvoljne početne uvjete. Štoviše, matematički insitut Clay nudi nagradu od milijun dolara onome tko pokaže da glatka rješenja uvijek postoje u tri dimenzije. To je jedan od sedam milenijskih problema u matematici.

## Opće jednadžbe mehanike kontinuuma
Navier–Stokesove jednadžbe se izvode pomoću Cauchyjevih jednadžbi očuvanja količine gibanja:
{\displaystyle {\frac {\mathrm {D} \mathbf {u} }{\mathrm {D} t}}={\frac {1}{\rho }}\nabla \cdot {\boldsymbol {\sigma }}+\mathbf {g} }
Lijeva strana ovdje predstavlja materijalnu derivaciju vektora brzine {\displaystyle \mathbf {u} }, {\displaystyle \rho } predstavlja gustoću fluida,{\displaystyle \nabla } je Hamiltonov operator, {\displaystyle {\boldsymbol {\sigma }}} je Cauchyev tenzor naprezanja, a {\displaystyle \mathbf {g} } gravitacijsko ubrzanje. 
Materijalna derivacija je nelinearni operator i definira se kao 
{\displaystyle {\frac {D}{Dt}}\ {\stackrel {\mathrm {def} }{=}}\ {\frac {\partial }{\partial t}}+\mathbf {u} \cdot \nabla }

## Zakon očuvanja mase
Općenito se zakoni očuvanja u fizici opisuju diferencijalnom jednadžbom kontinuiteta:
{\displaystyle {\frac {\partial \rho }{\partial t}}+\nabla \cdot \mathbf {j} =0}
Tu je{\displaystyle \nabla \cdot } divergencija polja, {\displaystyle \rho } gustoća, {\displaystyle \mathbf {j} } je tok gustoće {\displaystyle (\mathbf {j} =\rho \mathbf {u} )}, a {\displaystyle t} vrijeme. 
U primjeru strujanja fluida zakon očuvanja mase glasi:
{\displaystyle {\frac {\partial \rho }{\partial t}}+\nabla \cdot (\rho \mathbf {u} )=0}

### Nestlačivi fluidi
Tekućine su vrlo nestlačive tvari, a za plinove koji se gibaju puno sporije od Machove brzine, također se uzima hipoteza nestlačivosti. Za njih se može uzeti da je {\displaystyle \rho =konst.} pa jednadžba kontinuiteta prelazi u oblik 
{\displaystyle \nabla \cdot \mathbf {u} =0}
odnosno, takvo strujanje opisano je solenoidalnim vektorskim poljem brzinā {\displaystyle \mathbf {u} }.

## Navier-Stokesove jednadžbe
Navier-Stokesove jednadžbe najčešće se zapisuju u sljedećem obliku i čine sustav parcijalnih diferencijalnih jednadžbi
{\displaystyle \rho \left({\frac {\partial \mathbf {u} }{\partial t}}+\mathbf {u} \cdot \nabla \mathbf {u} \right)=-\nabla p+\mu \nabla ^{2}\mathbf {u} +\rho \mathbf {f} }
{\displaystyle \nabla \cdot \mathbf {u} =0}
Prva jednadžba predstavlja zakon očuvanja količine gibanja i može se rastaviti u tri skalarne parcijalne diferencijalne jednadžbe. Te jednadžbe onda čine sustav od 4 parcijalne diferencijalne jednadžbe s četri nepoznanice, 4 skalarna polja: iznos brzine u smjerovima x, y i z te skalarano polje tlaka {\displaystyle p}. 
U gornjoj jednadžbi {\displaystyle \mu } predstavlja viskoznost, a {\displaystyle \mathbf {f} } masenu silu. Masena sila je sila koja dijeluje na cijelu masu promatranog dijela fluida, a posljedica je položaja te mase u polju neke sile (obično gravitacijsko polje).
Prva gornja jednadžba se također može shvatiti kao drugi Newtonov zakon, gdje na lijevoj strani stoji masa (gustoća) puta akceleracija (derivacija brzine po vremenu), a na desnoj sve sile koje utječu na česticu fluida koju promatramo.
Analitički oblik rješenja za opći slučaj ne postoji.
Za posebne slučajeve u 1D ili 2D stacionarnom strujanju postoje analitički oblici rješenja.